# Charles Armand de Gontaut-Biron
Charles Armand de Gontaut, duca di Biron (5 agosto 1663 – 23 luglio 1756), è stato un militare francese, pronipote in linea diretta di Armand de Gontaut-Biron (1524 – 1592); fu Maresciallo di Francia e servì sotto Luigi XIV e Luigi XV.

## Biografia
Comandò l'avanguardia nella battaglia di Oudenaarde (1708) e pur avendo compreso la prima manovra del duca di Marlborough, attaccato da forze numericamente superiori, non fu in grado di modificare il corso degli eventi. Nel 1734 divenne Maresciallo di Francia.
Sposò Maria Antonietta, duchessa di Lauzun, nipote ed erede di Antoine Nompar de Caumont dalla quale ebbe quattordici figli tra i quali:
- Louis Antoine de Gontaut-Biron (1700 – 1788), maresciallo di Francia
- Carlo-Antonio (1708 – 1800), duca di Biron e padre di Armand Louis de Gontaut-Biron.
- Giuditta-Carlotta, che sposò nel maggio 1717 Claude Alexandre de Bonneval
- Ginevra, che sposò nel marzo 1720 Luigi, duca di Gramont